# Nierembergia aristata
Nierembergia aristata ist eine Pflanzenart aus der Gattung der Weißbecher (Nierembergia) in der Familie der Nachtschattengewächse (Solanaceae).

## Beschreibung
Nierembergia arista ist eine niederliegende Pflanze, die Wuchshöhen von 20 cm erreicht. Die Wurzeln bilden knollenförmige Knoten mit einem Durchmesser von 4 bis 6 mm und Adventivwurzeln mit einem Durchmesser von etwa 2 mm aus. Die Laubblätter sind 10 bis 42 mm lang und 1 bis 5 mm breit, unbehaart und linealisch, elliptisch bis eiförmig.
Die Blüten stehen an 3 bis 4 mm langen Blütenstielen, der Kelch ist 13 bis 16 mm lang und mit 5 bis 9 mm langen, dreieckigen, spitzen Kelchzipfeln besetzt. Die Krone ist gleichmäßig lila gefärbt, der Kronsaum misst 18 bis 21,5 mm im Durchmesser, die Kronröhre ist 15 bis 29 mm lang. Die innen liegenden Kronlappen sind größer als die restlichen. Die Staubblätter neigen auseinander. Die Pollenkörner treten in Tetraden auf. Der Griffel ist stark gebogen, die Narbe sitzt quer.
Die Chromosomenzahl beträgt 2n = 16 oder 48.

## Vorkommen
Die Art wächst auf tonhaltigen, mäßig feuchten Böden. Sie kommt in Brasilien, Paraguay, Uruguay und Argentinien vor.

## Systematik und Botanische Geschichte
Die Art wurde 1835 von David Don erstbeschrieben.